# Pilchówka
Pilchówka – struga w północno-zachodniej Polsce, w województwie zachodniopomorskim w granicach administracyjnych Szczecina i okolicy; długość ok. 2,5 km.
Ciek bierze swój początek u stóp bezimiennego wzniesienia w północnej części Parku Leśnego Arkońskiego. Pilchówka dopływa do granicy lasu przy ul. Emila Zegadłowicza, gdzie zanika. Ponownie jej wody wypływają na powierzchnię ok. 0,5 km na zachód, obok ogrodów działkowych w osiedlu Szczecin Pilchowo. Zmienia tam kierunek, płynie w kierunku północnym, przekracza granicę miasta Szczecina ze wsią Pilchowo na terenie powiatu polickiego. Tu jej wody łączą się z wodami Wieleckiego Potoku uchodzącego do Bagien Pilchowskich.